# Nabytek archiwalny
Nabytek archiwalny – w archiwistyce materiał archiwalny, który wpłynął i został włączony do zasobu archiwum. Mogło się to stać w drodze dopływu materiałów archiwalnych, kupna, darów lub depozytów wieczystych. Nabytki są rejestrowane w księdze nabytków i ubytków.